# Kayseri
Kayseri ou Césarée en français (en arménien : Կեսարիա ou Կայսերի ; en turc ottoman : قيصر ; en grec Καισαρεία) , est une ville de Turquie, préfecture de la province du même nom, située dans la région de Cappadoce au pied du mont Erciyes. La ville se situe à 350 km de la capitale Ankara et 780 km d'Istanbul. Elle était anciennement connue sous le nom de Césarée de Cappadoce ou Mazaca. La population de l'agglomération urbaine s'élève à 1 445 683 habitants en 2023.
C'est à Césarée de Cappadoce que fut évêque et mourut au IVe siècle saint Basile le Grand, docteur de l'Église. C'est également dans cette ville que le fondateur de l'église arménienne saint Grégoire l'Illuminateur grandit.

## Histoire
{{{annotations}}}

### Kültepe
À 20 km au nord-est de la ville se trouvent les ruines de Kültepe, une ancienne ville commerciale assyrienne remontant jusqu'à 3000 avant J.-C. On y a retrouvé de nombreuses tablettes de terre cuite, dont certaines enveloppées dans des enveloppes d'argile ornées avec des sceaux-cylindres. Ces documents traitent d'activités quotidiennes communes, comme le commerce entre la colonie assyrienne et la cité-État d'Assur, et entre les marchands assyriens et les locaux. Le commerce était plutôt fait par les familles que par l'État. Ces textes de Kültepe sont les plus vieux documents retrouvés en Anatolie. Bien qu'ils soient écrits en vieil assyrien, on y trouve des mots empruntés au hittite et des noms qui en font le plus vieux témoignage d'une langue indo-européenne. La plupart des restes archéologiques sont typiques de l'Anatolie, plutôt que de l'Assyrie, mais l'utilisation à la fois du cunéiforme et le dialecte sont les meilleurs indicateurs de la présence assyrienne.

### Mazaca
Pendant les périodes perse puis hellénistique, la ville, connue sous le nom de Mazaca (en grec : Μάζακα) reste un centre commercial important dans la région. Elle est au centre d'une satrapie perse au sein de l'empire achéménide, avant d'être conquise par Perdiccas, un général d'Alexandre le Grand. Une nouvelle satrapie éphémère est alors créée, avec à sa tête Eumène de Cardia, un autre général d'Alexandre. Après la mort d'Alexandre, les diadoques se partagent son territoire et Mazaca est rattachée à l'empire séleucide après la bataille d'Ipsos.
En 250 avant J.-C. environ, un nouveau royaume de Cappadoce est fondé autour de Mazaca par Ariarathe III. Elle reçoit ensuite le nouveau nom grec d'Eusebia (Εὐσέβεια) en l'honneur d'Ariarathe V Eusébès Philopatôr, roi de Cappadoce entre 163 et 130 avant J.-C. Le nom de Césarée (en grec Καισάρεια, en latin Caesarea), par lequel elle est ensuite connue, lui a peut-être été donnée par le dernier roi de Cappadoce Archélaos, ou peut-être par Tibère.

### Césarée de Cappadoce

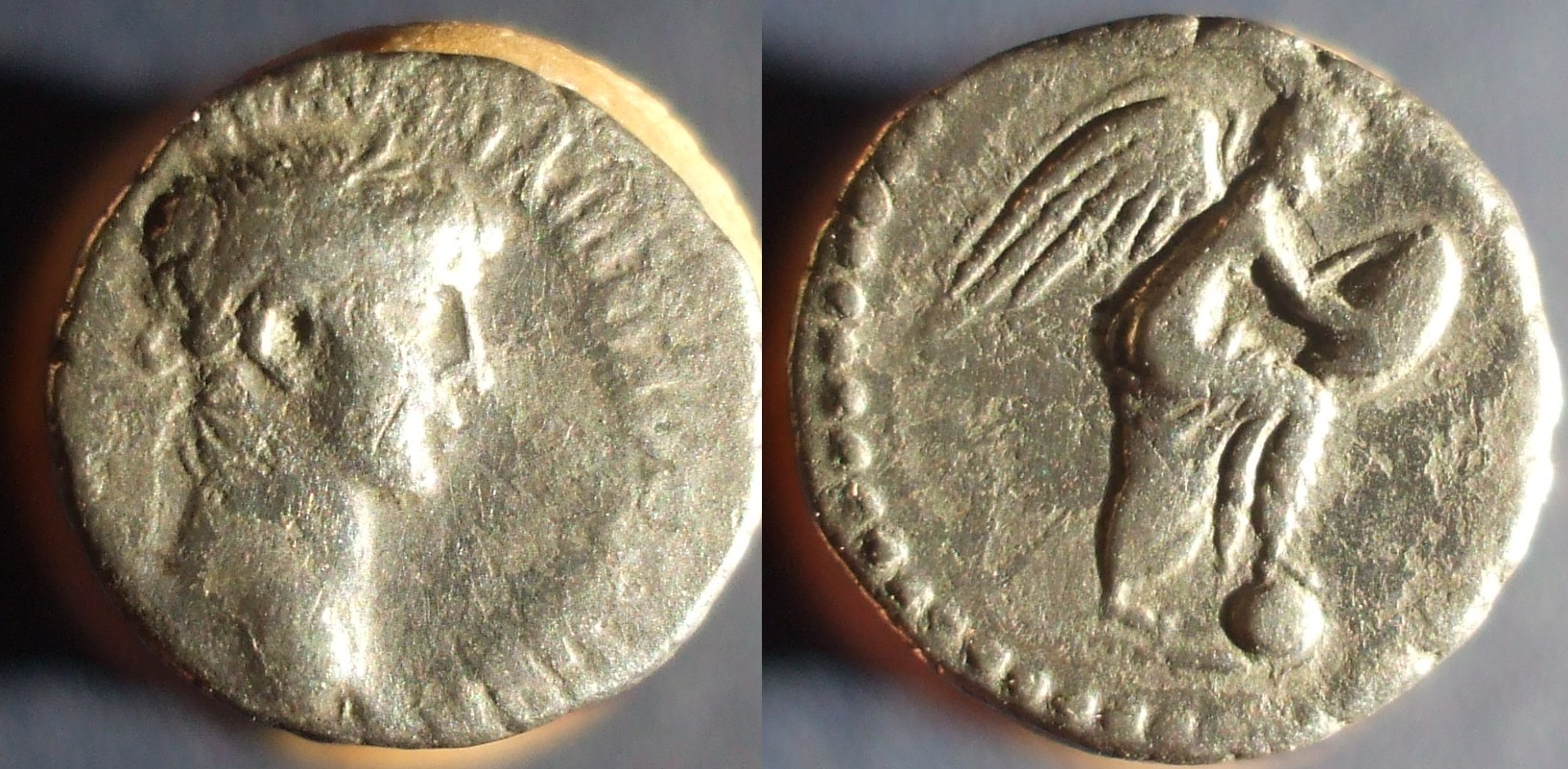
Hémidrachme d'argent frappé à Césarée de Cappadoce sous Néron

La ville passe sous le contrôle de Rome en 17 après J.-C. Elle est détruite par le roi sassanide Chapour Ier après sa victoire sur l'empereur romain Valérien en 260. À cette époque, la ville était peuplée de 40 000 habitants, d'après les témoignages. Elle se remet progressivement de cette destruction et voit naître de nombreux saints chrétiens : les martyrs sainte Dorothée et saint Théophile, ou encore les Pères de l'Église cappadociens Grégoire de Nazianze, Grégoire de Nysse et Basile le Grand. Au IVe siècle, l'évêque Basile établit une nouvelle petite ville centrée sur une église à un peu plus d'un kilomètre au nord-est de Césarée. On y trouve un hospice pour les vieillards, un hôpital pour les malades, une hôtellerie pour les voyageurs et les pèlerins et un orphelinat. Cet ensemble est baptisé « basiliade » en son honneur. Au Ve siècle, l'évêque de la ville Thalassius participe au deuxième concile d'Éphèse et est suspendu au concile de Chalcédoine.
En 640 environ, une notitia episcopatuum de l'empereur byzantin Héraclius liste 5 diocèses suffragants dans le siège métropolitain de Césarée (qui peut être listé sous plusieurs noms, y compris Caesarea Ponti, soit « Césarée du Pont »). Une autre liste du Xe siècle en compte 10. Dans les notitiae Césarée a la deuxième place parmi les évêchés métropolitains du patriarcat de Constantinople, précédée uniquement par Constantinople elle-même, et ses archevêques portent le titre de protothronos (en), c'est-à-dire « le premier évêché » (après Constantinople). On connaît aujourd'hui le nom de plus de 50 archevêques du premier millénaire, et l'évêché continuera d'exister au sein de l'Église orthodoxe jusqu'en 1923, lorsque sur ordre du traité de Lausanne les membres de cette Église furent déportés de ce qui est aujourd'hui la Turquie,,. Césarée était également le siège d'un diocèse de l'Église arménienne. N'étant plus le siège résidentiel d'un évêché aujourd'hui, Césarée de Cappadoce est listée par l'Église catholique comme un siège titulaire de l'Église catholique arménienne et de l'Église catholique melkite.
Une portion de la nouvelle ville bâtie par Basile était entourée de murs solides, et Justinien en fit une forteresse. Au IXe siècle, Césarée devint une ville administrative byzantine importante, étant la capitale du thème de Charsianon. Le château de Kayseri (en), vieux de 1 500 ans et construit initialement par les Byzantins et étendu par les Seldjoukides, puis les Ottomans, est toujours en bon état au centre de la ville.
Outre ceux déjà cités, la ville a aussi abrité les saints André de Césarée ou Émilie de Césarée.
L'église arménienne "Surp Krikor Lusavoric" de Kayseri (Kayseri Surp Krikor Lusavoric Armenian Church), construite en 1191, rebâtie en 1461, est rouverte au culte depuis 1996.

### Période musulmane
Le général arabe (et plus tard calife omeyyade) Muʿawiya Ier envahit la Cappadoce et prend temporairement Césarée des mains des Byzantins en 647. La ville est alors appelée Kaisariyah (قيصرية) par les Arabes, et plus tard Kayseri (قیصری) par les Turcs seldjoukides, lorsqu'elle est prise par Alp Arslan en 1067. Ses forces démolissent la ville et massacrent la population, et mettent à sac le sanctuaire de Saint Basile. La ville demeure alors inhabitée pendant plus d'un demi-siècle. Puis, la ville passe sous le contrôle des Danichmendides entre 1074 et 1178, qui la reconstruisent en 1134. Le sultanat de Roum va ensuite contrôler la ville jusqu'en 1243 et en faire l'un de ses centres urbains les plus importants, avant qu'elle ne tombe aux mains des Mongols. La majeure partie de la ville, reconstruite entre les XIIIe et XVIe siècles, est à l'intérieur des murs. Après la chute de l'empire mongol et de son successeur l'Ilkhanat, la ville est aux mains des Eretnides et mais n'est conquise par les Ottomans qu'en 1515. Elle est la capitale d'un sandjak au sein de l'eyalet de Roum, puis dans le vilayet d'Ankara.
On peut donc distinguer trois véritables âges d'or pour Kayseri : le premier en 2000 av. J.-C., lorsque la ville est un important centre commercial entre Assyriens et Hittites. Le second est sous le règne des Romains, puis des Byzantins, entre le Ier et le XIe siècle. Le troisième, enfin, se situe durant la période seldjoukide (entre 1178 et 1243), lorsque la ville est la deuxième plus importante de l'empire. La période seldjoukide, bien que courte, laisse de nombreux monuments existant toujours aujourd'hui : le complexe Hunat Hatun (en), la mosquée Kılıç Arslan, la Grande Mosquée ou encore l'hôpital Gevher Nesibe (en).

### Kayseri moderne
Connue pour sa spécialité locale, le pastırma, viande de bœuf séchée et épicée, qui rappelle le pastrami en Europe avec des épices, et recouvert d'une épaisse couche de pâte d'épices au goût prononcé et salé.
La ville est le centre industriel de l'Anatolie. Elle dispose de plusieurs zones industrielles réparties autour de la ville. Outre cela le commerce y est florissant avec l'ouverture récente de nombreux complexes commerciaux. Sur le plan national la ville est réputée pour ses entrepreneurs tels que la famille Sabanci ou Boydak entre autres qui font aujourd'hui partie des familles les plus riches de Turquie. Kayseri compte également de nombreux expatriés répartis dans différents pays d'Europe occidentale, ces derniers assurant la période des vacances venue une rentrée importante de devises.
Tout cela assure à la ville de Kayseri une prospérité économique enviable par nombre de villes de Turquie. Ainsi, l'aéroport international est en chantier en vue d'un agrandissement nécessaire, les travaux mettant en place des conduites de gaz sont terminés, de nombreux et importants complexes routiers ont été achevés, un grand nouveau complexe sportif comprenant un stade de football d'une capacité d'environ 32 000 spectateurs a été construit et la ligne de tramway d'une longueur de 17,5 km a été inaugurée le 1er août 2009.
Ainsi la mairie affiche clairement sa volonté de faire de la ville un modèle de développement pour l'ensemble de la Turquie et certaines villes en voie de développement. Elle a aussi dans ce sens multiplié les opérations de jumelage.
Kayseri abrite plusieurs églises comme le Surp Krikor, l'une des dernières églises arméniennes toujours en fonction en Anatolie.

## Démographie
| Année | Nombre d'habitants | Augmentation (en %) |
| ----- | ------------------ | ------------------- |
| 1935  | 46 181             | __                  |
| 1950  | 65 488             | 41,81 %             |
| 1960  | 102 596            | 56,66 %             |
| 1970  | 160 958            | 56,89 %             |
| 1980  | 281 320            | 74,78 %             |
| 1985  | 380 838            | 35,38 %             |
| 1990  | 425 776            | 11,80 %             |
| 1997  | 491 000            | 15,32 %             |
| 2000  | 536 392            | 9,24 %              |
| 2007  | 874 595            | 63,05 %             |
| 2009  | 964 188            | 10,24 %             |
| 2015  | 1 350 000          | __                  |

## Spécialités de la ville

### Cuisine

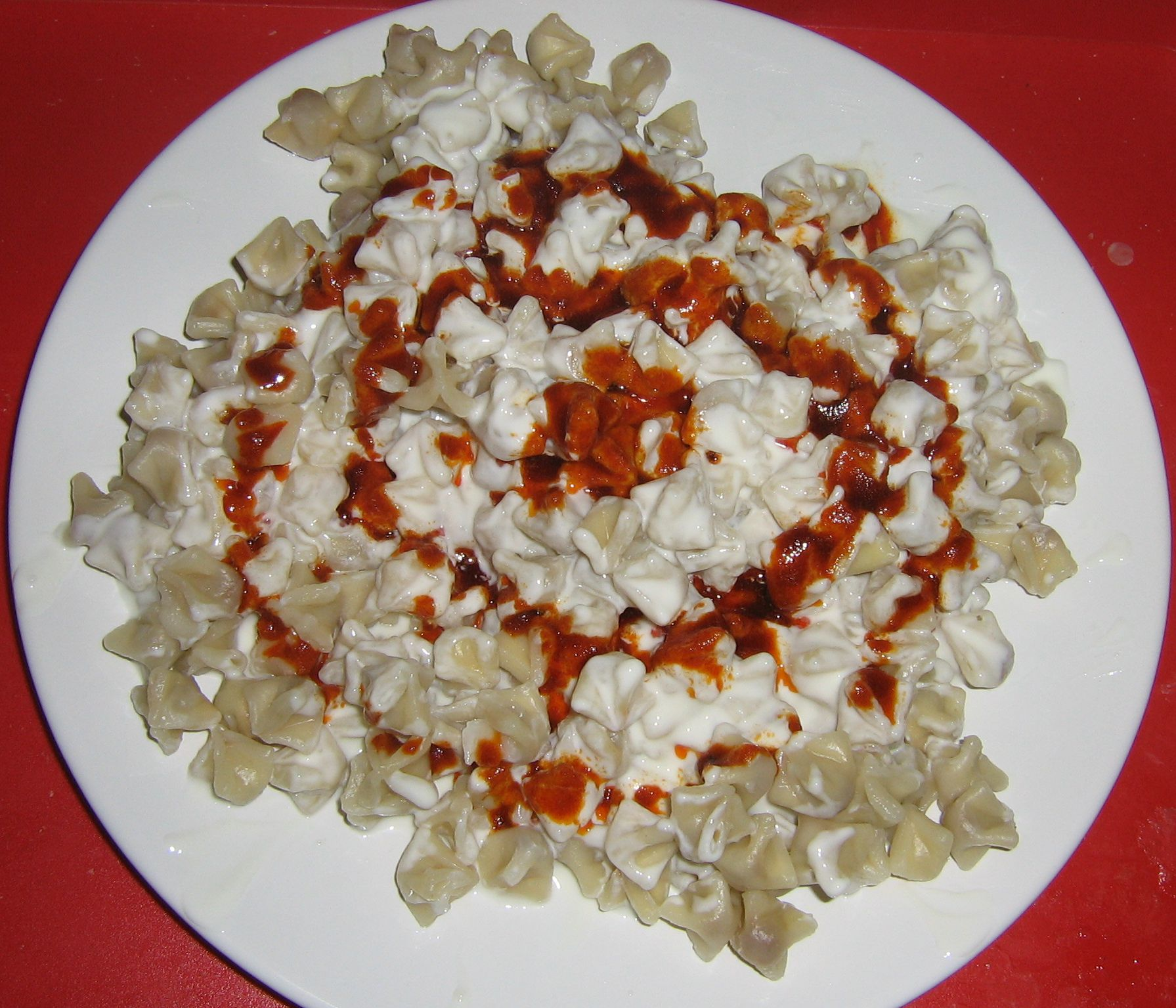
Le mantı, une spécialité de Kayseri

- Le pastırma : bloc de viande de bœuf séchée avec autour une sauce aux épices orientales ;
- le mantı : pâtes contenant de la viande hachée préparée avec des épices, de la sauce tomate, du yaourt aillé ;
- le Sucuk : est une saucisse sèche épicée

## Climat

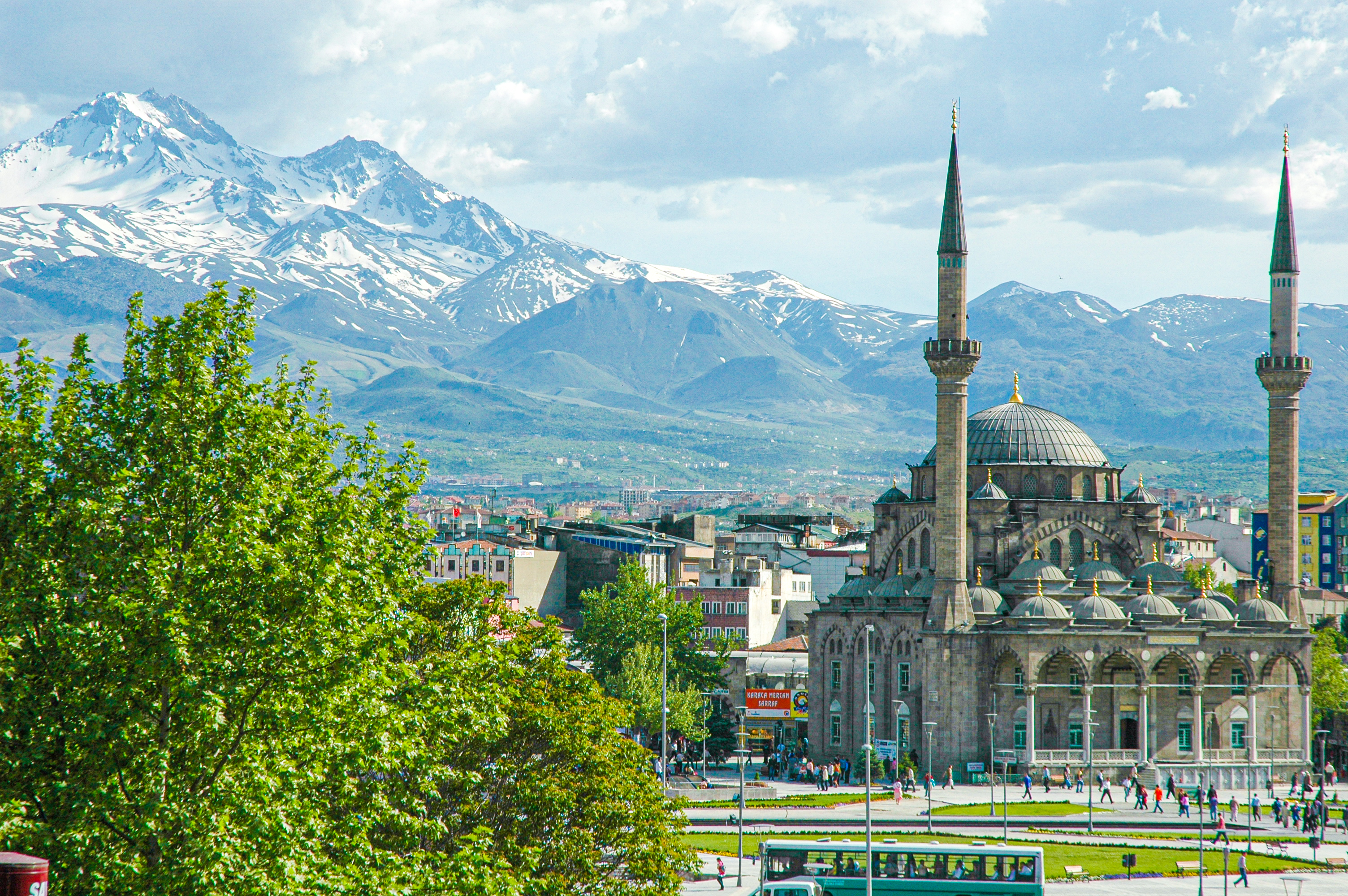
La mosquée Bürüngüz et le mont Erciyes

Kayseri, comme l'ensemble des villes du plateau anatolien, bénéficie d'un climat plus continental et plus sec que le reste de la Turquie. Ainsi l'amplitude thermique entre le mois le plus froid et le mois le plus chaud s'élève à 24,4 °C et les précipitations sont faibles avec un cumul de seulement 387 mm/an contre 2 171 mm à Rize sur les rives de la mer Noire, et 1 077 mm à Antalya sur la côte méditerranéenne.
| Mois                              | jan. | fév. | mars | avril | mai  | juin | jui. | août | sep. | oct. | nov. | déc. | année |
| --------------------------------- | ---- | ---- | ---- | ----- | ---- | ---- | ---- | ---- | ---- | ---- | ---- | ---- | ----- |
| Température minimale moyenne (°C) | −8   | −5,4 | −1,7 | 2,8   | 6,1  | 8,9  | 11   | 10   | 6,1  | 2,6  | −1,5 | −5   | 2,2   |
| Température moyenne (°C)          | −2,2 | 0,4  | 4,9  | 10,5  | 14,8 | 18,7 | 22,1 | 21,3 | 16,5 | 10,9 | 4,8  | 0,5  | 10,3  |
| Température maximale moyenne (°C) | 3,8  | 6,4  | 11,8 | 17,7  | 22,3 | 26,3 | 30,2 | 30,1 | 26,4 | 20,1 | 12,8 | 6,4  | 17,9  |
| Précipitations (mm)               | 32,7 | 31,2 | 40,2 | 55    | 49,4 | 41,5 | 11,6 | 6,7  | 14,9 | 28,2 | 36   | 39,3 | 386,8 |

## Tourisme à Kayseri
L'aéroport Erkilet proposant plusieurs vols quotidien depuis Istanbul, de nombreux touristes visitant la Cappadoce font escale à Kayseri pour y séjourner. La ville contient de nombreux monuments historiques de la période seldjoukide, une forteresse, une madrasa, et un sublime caravansérail. Le tourisme hivernal connait également une forte expansion à la suite des investissements de la municipalité de Kayseri et de la mise en place d'une station de ski sur le mont Erciyes.
Le tourisme médical est également en croissance. Kayseri est une ville disposant d'infrastructures très réputées pour la chirurgie oculaire. De nombreux touristes européens choisissent la Turquie pour y recevoir des soins médicaux de qualité à faible coût.

## Transport et communications

### Infrastructures routières
Kayseri est une ville souvent citée comme modèle sur le plan national pour ses infrastructures routières de qualité.
Elle est reliée aux autres villes avoisinantes selon 3 grands axes :
- La route D260 qui permet d'aller à Ankara par l'ouest et à Sivas par le nord.
- La route D805 qui descend dans le sud à Mersin et Adana.
- La route D300 qui va à Malatya par l'est.

### Transports urbains

#### Tramway

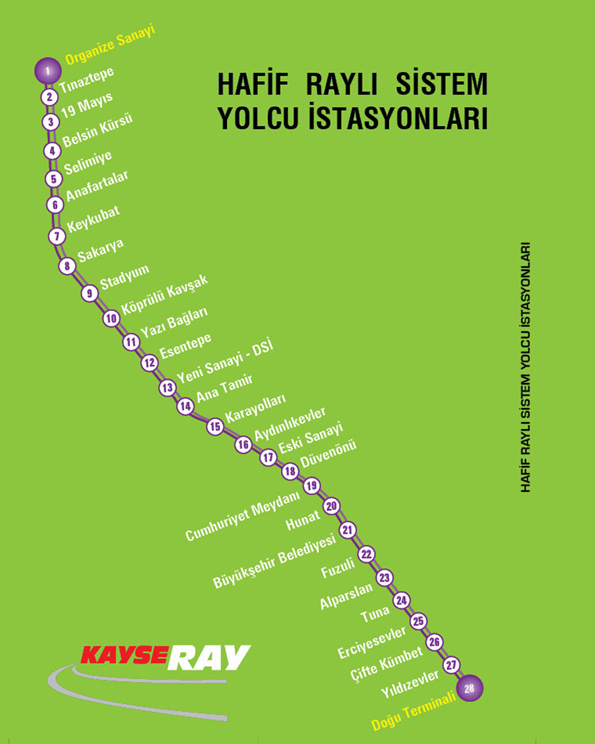
Carte de Kayseray

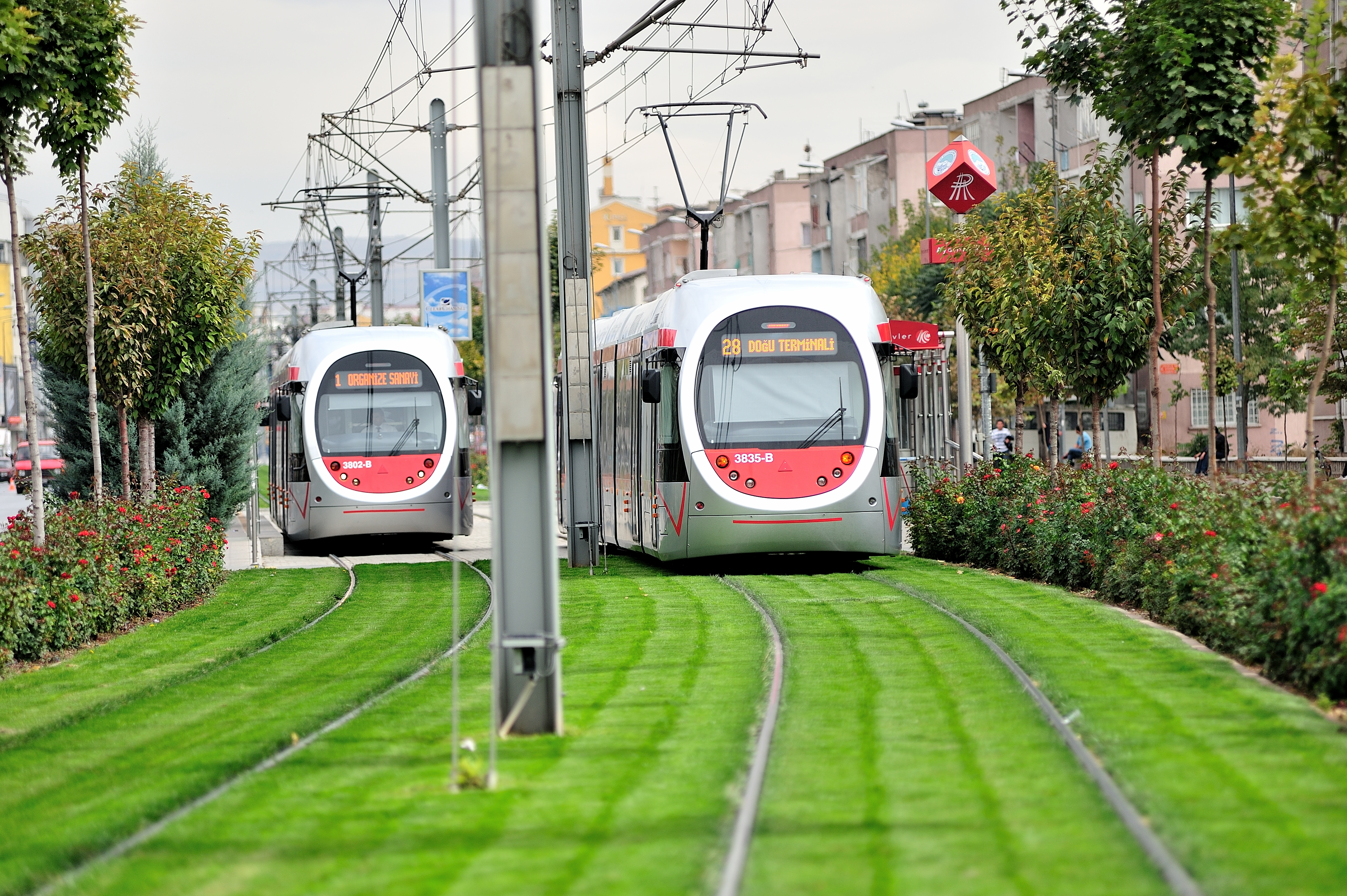
Kayseray

Le réseau de tramway de la ville nommé Kayseray se compose de trois lignes dont une quatrième en construction. 
Elle dessert la ville d'Est en Ouest sur près de 56km et est dotée de 84 stations.
la ligne 1 relie ildem à organize sanayi
La ligne 2 relie talas à cumhuriyet meydanı
la ligne 3 relie ildem à kumsmall 

### Communications extérieures
Kayseri possède un aéroport international (code AITA : ASR), l'aéroport Kayseri Erkilet, dont les voyages sont pour la plupart internes à destination d'Istanbul et d'Izmir. L'Allemagne est la destination internationale majeure.

## Sport

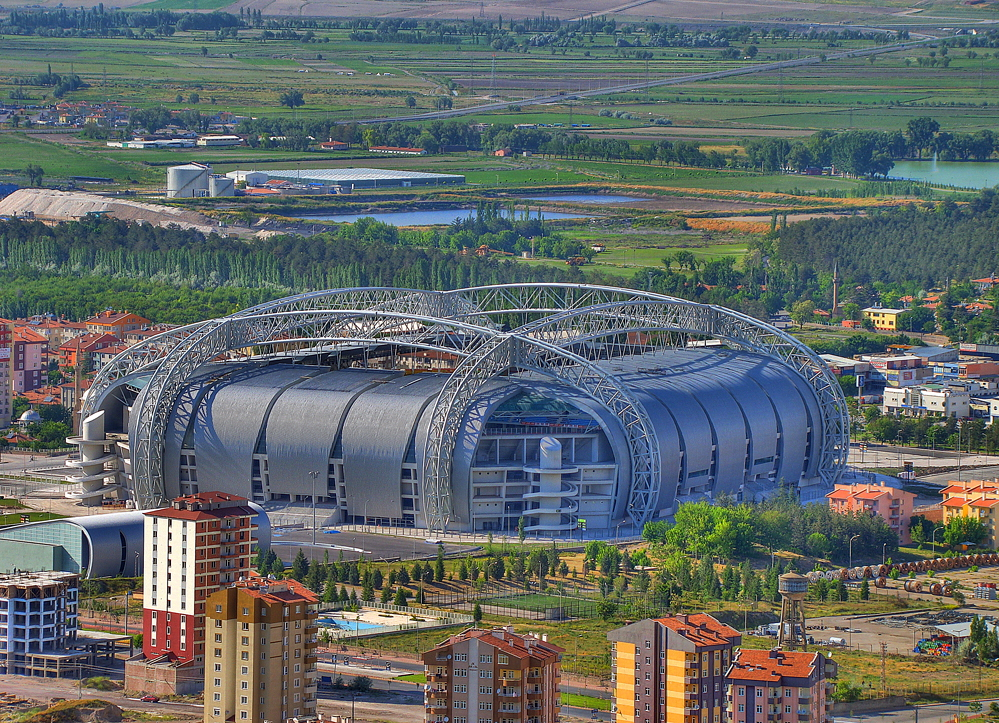
Kadir Has Stadyumu (32864 places)

Le football et le basketball sont les deux sports suscitant le plus d'intérêt dans la ville.
Kayserispor représente la ville en première division au championnat turc de football (Turkcell Süper Lig) tandis que Kayseri Erciyesspor évolue en cinquième division (en) (niveau régional amateur). Les deux clubs jouent leurs matchs à domicile dans le stade Kadir Has pouvant accueillir jusqu'à 32 864 personnes.
Au basketball, c'est l'équipe féminine du TED Kayseri Koleji qui représente la ville en première division.

## Les monuments

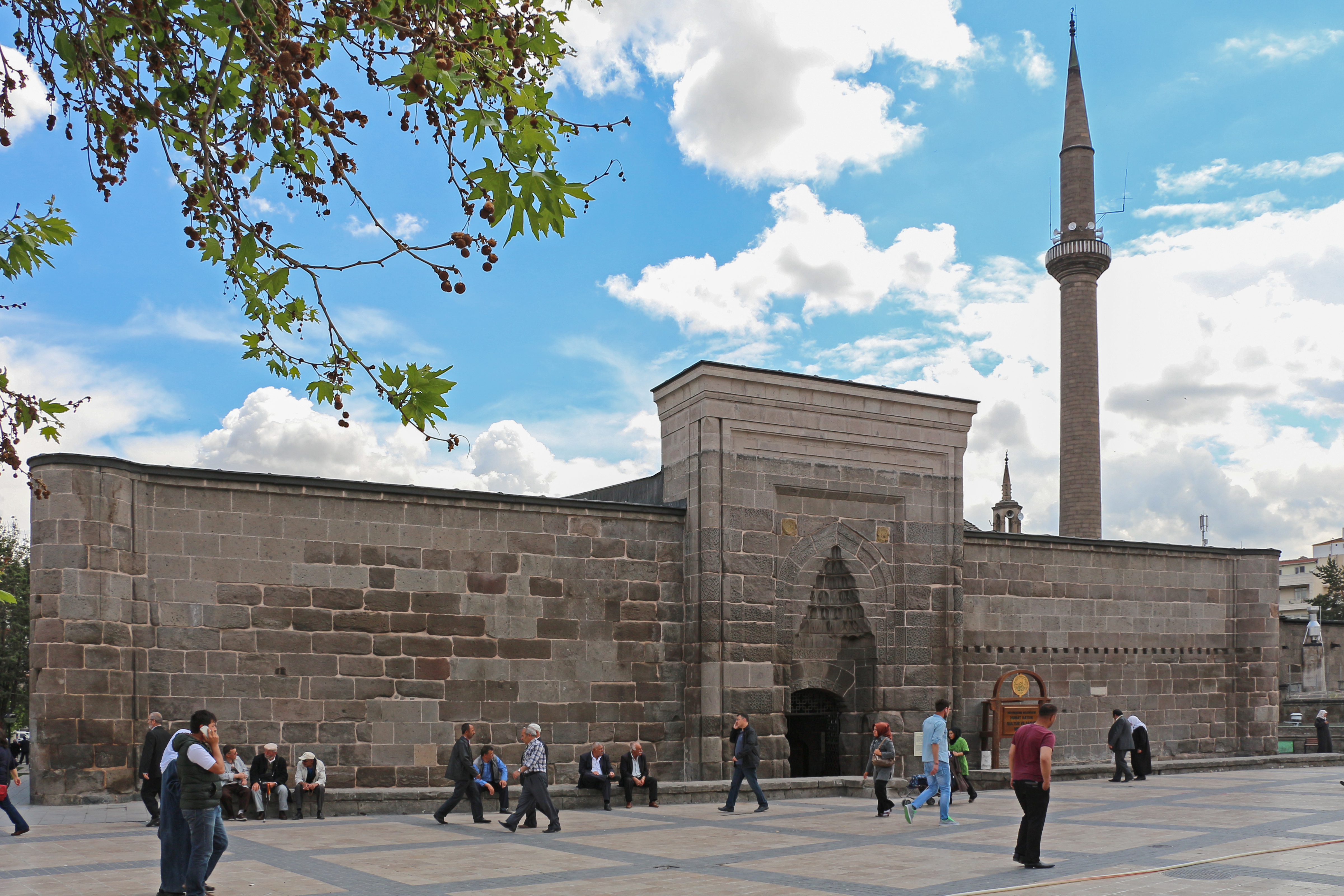
Madrasa de Kayseri

- Madrasa de Kayseri : l'ancienne Césarée de Cappadoce a plusieurs fois changé de mains avant d'intégrer l'empire ottoman en 1515. De son passé seldjoukide, elle conserve une madrasa, qui abritait au XIIe siècle la plus ancienne école de médecine d'Anatolie.

## Jumelages
- Mostar (Bosnie-Herzégovine)
- Miskolc (Hongrie)
- Sarrebruck (Allemagne)
- Krefeld (Allemagne)
- Naltchik (Russie)[17]
- Homs (Syrie)
- Yongin (Corée du Sud)

## Personnalités liées à Kayseri
- Kadi Burhan al-Din (1345-1398), Vizir et Atabeg des Eretnides
- Mimar Sinan (vers 1488/1490-1588), architecte
- Khachatur Kesaratsi (en) (1590-1646), archevêque arménien de New Julfa, fondateur de la première imprimerie en Iran
- Mihran Kassabian (1870-1910), radiologue arménien
- Dikran Kélékian (1867-1951), collectionneur d'art et marchand d'art islamique arménien
- Hagop Kevorkian (1872-1962), archéologue et collectionneur d'art arménien
- Vahan Damadian (1936-2022), médecin arméno-américain originaire de Kayseri
- Celil Oker (1952-2019)  écrivain turc

## Personnages de l'Antiquité chrétienne
- Mammès de Césarée, martyr (ca. 260 - ca. 275)
- Georges de Lydda , martyr (vers 275/280 - 23 avril 303)
- Dorothée de Césarée, martyr, 6 février 311
- Eupsyque de Césarée, martyr sous Julien (362)[18].
- Basile de Césarée, père de l'Église (329-379)
- Firmus de Césarée, évêque présent au concile d'Éphèse (431)
- Jean de Césarée, évêque au début du VIe siècle
- André de Césarée, évêque et auteur du début du VIIe siècle (avant 610 ?)
- Aréthas de Césarée, auteur ecclésiastique